# Maria Piłsudska (1863–1921)

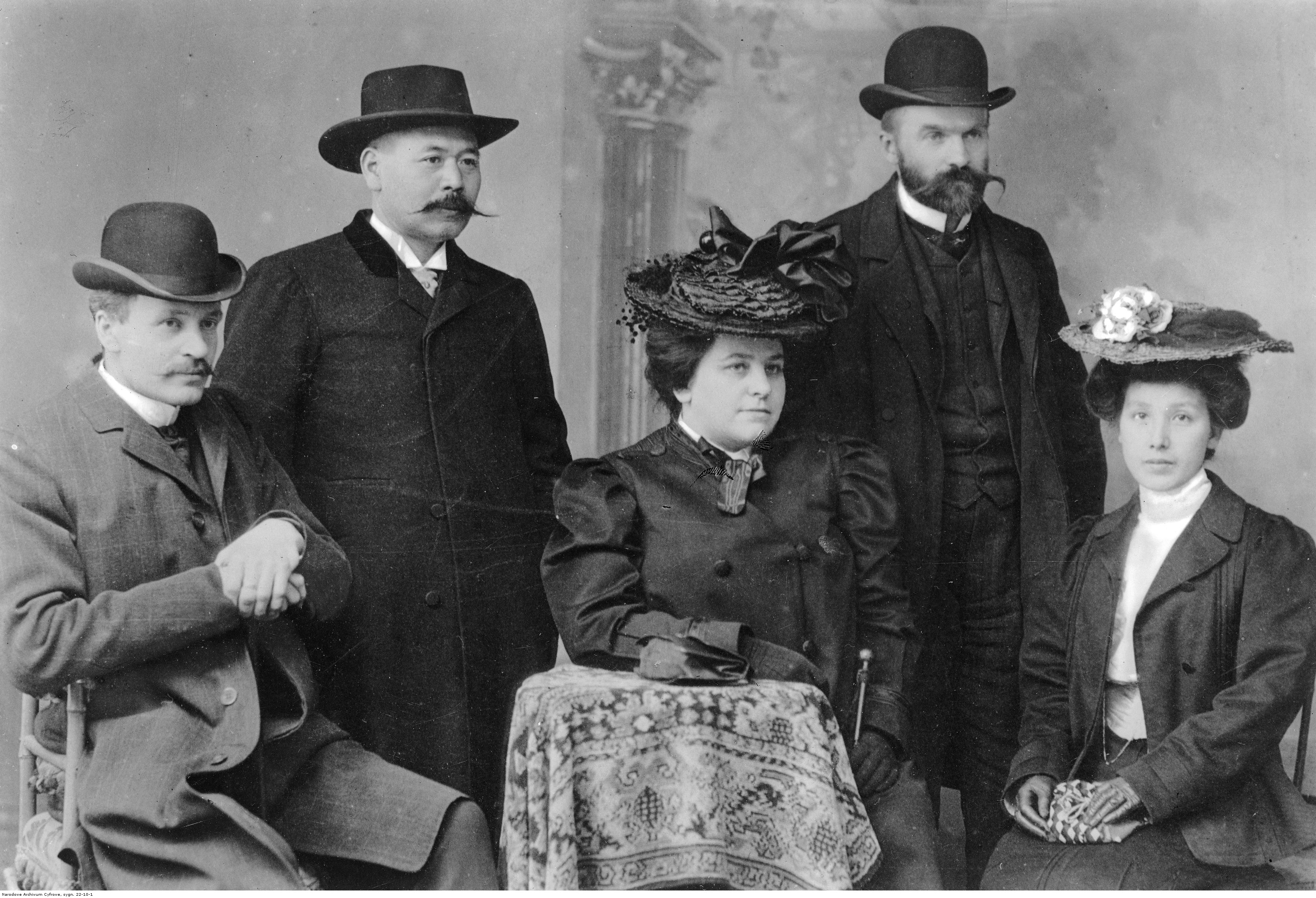
Ignacy Mościcki, Józef Piłsudski, Maria Piłsudska (siedzi w środku) i nieznany przedstawiciel Japonii z żoną. Berno 1904, przed wyjazdem Piłsudskiego do Japonii

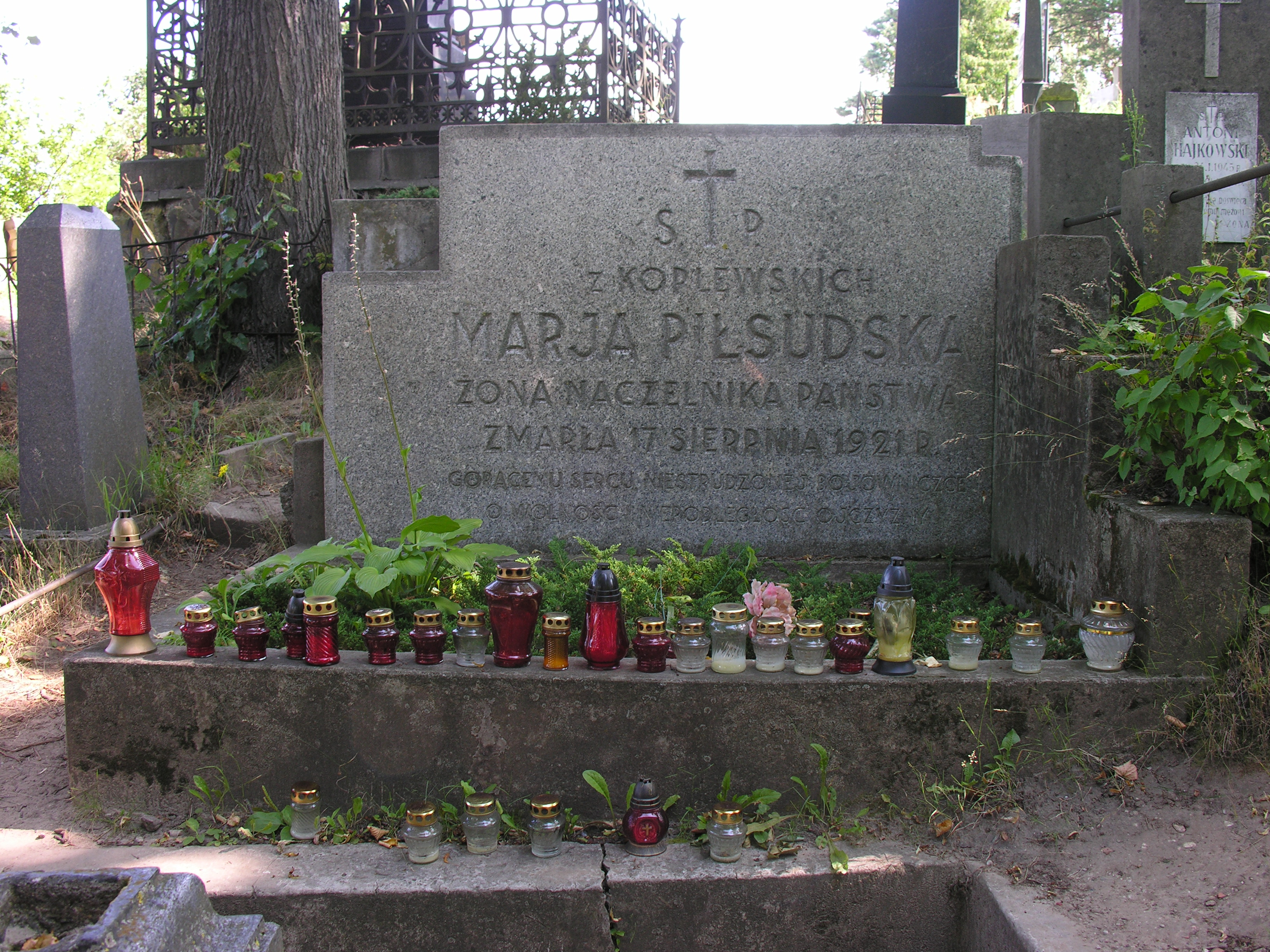
Grób Marii Piłsudskiej na cmentarzu Na Rossie w Wilnie

Maria Piłsudska, de domo Koplewska, primo voto Juszkiewicz (ur. 1863 w Wilnie, zm. 17 sierpnia 1921 w Krakowie) – polska nauczycielka, działaczka Polskiej Partii Socjalistycznej; pierwsza żona Józefa Piłsudskiego.

## Życiorys
Urodziła się 20 lipca lub 12 sierpnia 1863. Była córką Konstantego Koplewskiego (urzędnika w szpitalu) i Ludmiły z domu Chomicz.
Ukończyła Maryjski Instytut Panien, a następnie kontynuowała naukę na studiach medycznych na uniwersytecie dla kobiet w Sankt Petersburgu, tzw. kursy Bestużewa, których prawdopodobnie nie ukończyła. Podczas studiów udzielała się w ruchu społeczno-narodowym. Na Bestużewskich Kursach poznała działaczki socjalistyczne Marię Arciszównę i Marię Paszkowską, z którymi organizowała spotkania radykalnej młodzieży studenckiej. Pracowała jako nauczycielka. Należała do Wielkiego Proletariatu. W nocy z 29 na 30 września 1885 została uwięziona (brak danych co do miejsca osadzenia, można przypuszczać, że podobnie jak inne osoby aresztowane w czasie tej samej akcji, została zamknięta w warszawskiej Cytadeli). 
W 1885 wyszła za mąż za Witolda Juszkiewicza, absolwenta Instytutu Technologicznego w Petersburgu. Ślub odbył się w Petersburgu, gdzie potem zamieszkała wraz z mężem. W 1886 państwo Juszkiewiczowie przeprowadzili się do majątku w Pracyplonach, a następnie w 1887 wyjechali do Belgii. Z tego małżeństwa, zakończonego rozwodem, miała córkę Wandę (ok. 1887–1906).
W roku 1888 Maria Juszkiewicz wróciła do Wilna, gdzie przez kolejny rok była objęta jawnym nadzorem policyjnym, mając między innymi zakaz opuszczania miasta. Pomimo tego Maria podtrzymała kontakty z socjalistami, a możliwość podróżowania po zakończeniu jawnego nadzoru zwiększyła jej  zaangażowanie w działanie ruchu robotniczego. Działała w Polskiej Partii Socjalistycznej, gdzie otrzymała pseudonim „Piękna Dama” lub „Piękna Pani”, w późniejszym okresie miała również używać pseudonimu „Wanda” na cześć swojej zmarłej córki. Była tzw. „dromaderką”, tak określano kobiety zajmujące się kolportażem partyjnych wydawnictw przenosząc je pod sukniami.
W Wilnie Maria poznała Józefa Piłsudskiego, a 15 lipca 1899 zawarła związek z nim małżeński w luterańskim kościele w Paproci Dużej. W październiku 1899 państwo Piłsudscy przeprowadzili się do Łodzi. W swoim mieszkaniu, wynajętym pod przybranym nazwiskiem i tożsamością, zorganizowali tajną drukarnię, gdzie było drukowane czasopismo „Robotnik” i inne materiały partyjne. Zadaniem Marii było pilnowanie służących, aby nie wchodziły do pomieszczenia tajnej drukarni. W związku z działalnością konspiracyjną została wraz z mężem aresztowana przez władze rosyjskie w 1900 i przez kilka tygodni była więziona w więzieniu carskim w Łodzi, a następnie przez 11 miesięcy w X Pawilonie Cytadeli Warszawskiej.
Po odzyskaniu wolności nadal była aktywna w działalności niepodległościowej, w tym podczas rewolucji 1905. Później zmuszona była szukać schronienia, poza obszarem Królestwa, w związku z czym przebywała z mężem między innymi we Lwowie, Krakowie i Londynie. Po wybuchu I wojny światowej była zaangażowana w pomoc i wsparcie Legionów Polskich.
Formalnie pozostała żoną Piłsudskiego do końca życia (faktycznie po 1907 jego partnerką życiową była Aleksandra Szczerbińska, a Maria konsekwentnie do końca życia nie dała zgody na rozwód). Według prof. Wacława Jędrzejewicza „prowadziła bardzo cichy tryb życia, unikała zebrań i uroczystości, na które jako żona Naczelnika Państwa była zapraszana”. Mieszkała przy ul. Szlak w Krakowie.
Maria Piłsudska zmarła na serce 17 sierpnia 1921 w szpitalu garnizonowym w Krakowie, gdzie była hospitalizowana w związku z wielomiesięcznym zapaleniem opłucnej. Od 19 sierpnia 1921 jej zwłoki w trybie przyspieszonym do pierwotnie planowanego były eksportowane z Krakowa przez Lidę (tam przebywał wówczas Józef Piłsudski) do Wilna. W Lidzie na dworcu odbyła się msza polowa i uroczystość pożegnania Marii przez Józefa PiłsudskiegoZgodnie ze swoją wolą Maria została pochowana na cmentarzu Na Rossie w Wilnie, gdzie wcześniej spoczęły jej matka i córka Wanda. W pogrzebie reprezentantem rodziny męża był jego brat Jan Piłsudski, a pochówek poprowadził ks. bp Władysław Bandurski.

## Odznaczenie
- Krzyż Niepodległości – pośmiertnie (19 grudnia 1930, za pracę w dziele odzyskania niepodległości)[29]